# Uwe Serke

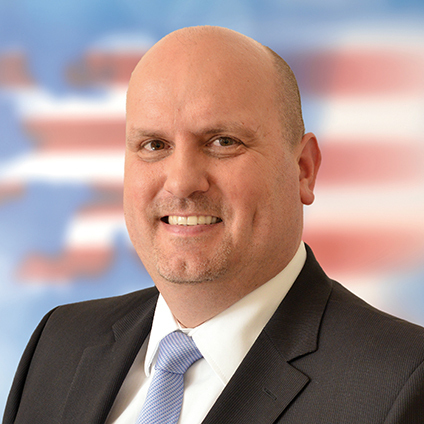
Uwe Serke, 2013

Uwe Serke (* 24. Mai 1968 in Frankfurt-Höchst) ist ein hessischer Politiker (CDU) und seit 2013 Abgeordneter des Hessischen Landtags.

## Ausbildung und Beruf
Uwe Serke ist in Frankfurt-Sossenheim aufgewachsen und legte 1987 das Abitur in Höchst am Friedrich-Dessauer-Gymnasium ab. Danach studierte er an der Johann-Wolfgang-Goethe-Universität Betriebswirtschaftslehre und arbeitete bei einer Frankfurter Bank.

## Politik
Seit seinem 16. Lebensjahr ist Uwe Serke Mitglied in der CDU und war dort in unterschiedlichen Vorstandsfunktionen aktiv. Bei den Kommunalwahlen in Hessen 1997 wurde er in den Ortsbeirat 6 gewählt, dem er 14 Jahre als Vorsitzender der CDU-Fraktion angehörte. Von 2011 bis 2016 war er Mitglied der Stadtverordnetenversammlung in Frankfurt am Main.
Bei der Landtagswahl in Hessen 2013 wurde er im Wahlkreis Frankfurt am Main I mit 39,7 % der Erststimmen direkt in den Hessischen Landtag gewählt. In dieser Funktion war er Nachfolger von Alfons Gerling, der den Wahlkreis ein Vierteljahrhundert vertreten hatte. Im Hessischen Landtag gehörte Serke in der 19. Wahlperiode dem Innenausschuss, dem Rechtsausschuss, dem Unterausschuss Justizvollzug, dem Petitionsausschuss sowie dem Untersuchungsausschuss 19/2 an.
Bei der Landtagswahl in Hessen 2018 konnte Serke sein Direktmandat im Wahlkreis Frankfurt am Main I verteidigen. Er gehörte im Hessischen Landtag in der 20. Wahlperiode dem Innenausschuss, dem Rechtsausschuss und dem Unterausschuss Justizvollzug an und war justizvollzugspolitischer Sprecher der CDU-Landtagsfraktion.
Bei der Landtagswahl in Hessen 2023 konnte Serke sein Direktmandat im Wahlkreis Frankfurt am Main I erneut verteidigen. In der 21. Wahlperiode des Hessischen Landtages gehört er dem Hauptausschuss, dem Innenausschuss sowie dem Unterausschuss Justizvollzug an und ist Sprecher der CDU-Landtagsfraktion für Justizvollzug und für den Brand-, Katastrophen- und Bevölkerungsschutz. 
Serke ist zudem Vorsitzender der CDU Sossenheim sowie auch Vorsitzender der CDU Arbeitsgemeinschaft West, dem Zusammenschluss der CDU-Stadtbezirksverbände im westlichen Stadtbezirk.
Im Vereinsleben ist er Vorsitzender des Stadtverbandes Frankfurter Vereinsringe, einem Dachverband der Vereinsringe der einzelnen Frankfurter Stadtteile, dem rund 1.100 Vereine mit ca. 350.000 Mitgliedern angehören.